# Бабассу
Масло Бабассу (лат.  Orbygnia Speciosa, О. oleifera или О. speciosa, фр.  huile de Cusi, beurre de Babassu) — получают из дерева Attalea speciosa семейства Пальмовые, которое произрастает в Бразилии, в бассейне Амазонки.

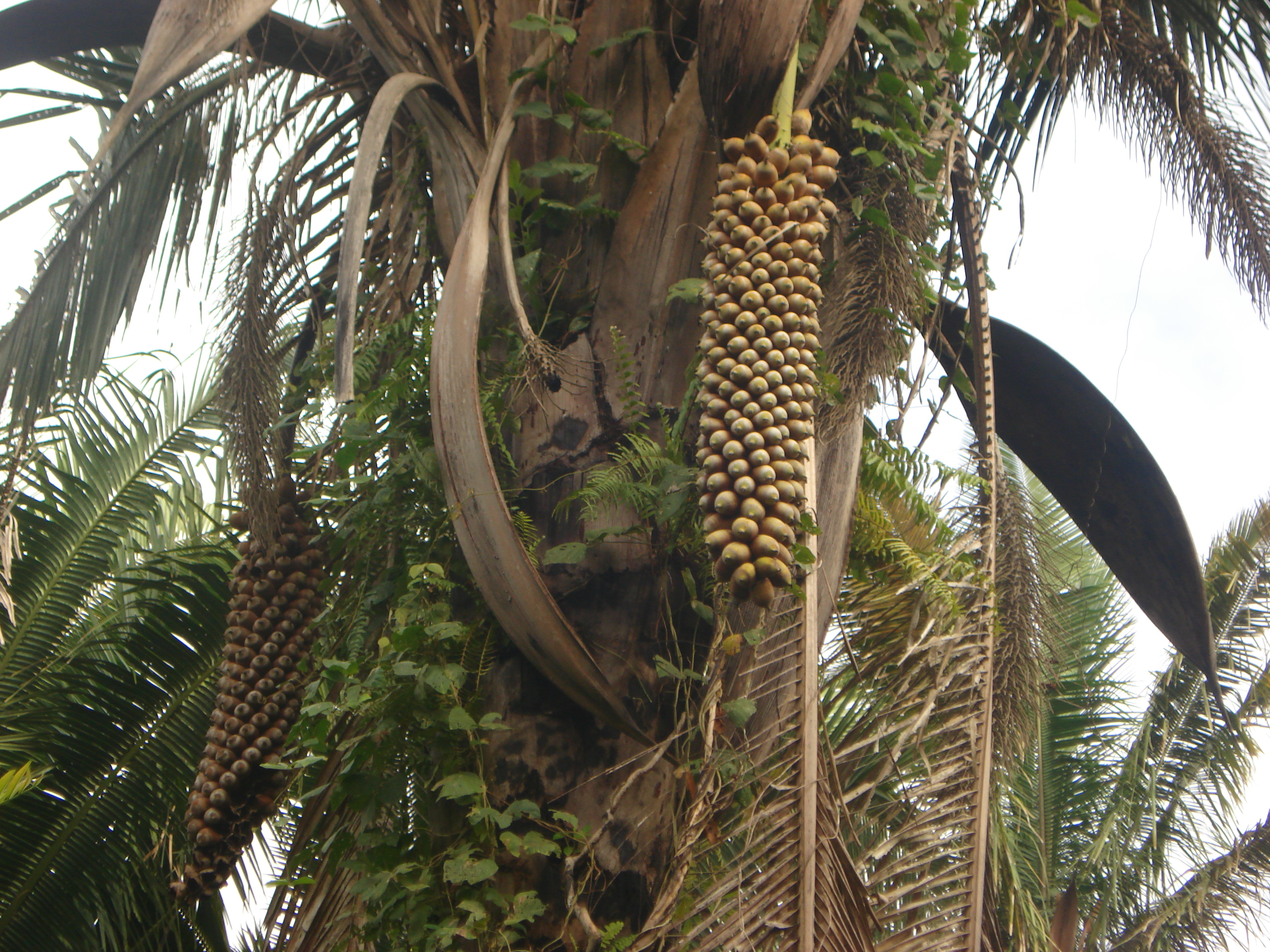
Пальма бабассу (Attalea speciosa)

Название  «бабассу» происходит от племени Tupis, живущего в Амазонии, а его ботаническое название «Orbignya» происходит от фамилии французского палеонтолога Д’Орбиньи, который первым обнаружил пальмы в начале XIX в. в Южной Америке.
В Международной номенклатуре косметических ингредиентов (INCI) масло бабассу значится как Orbignya oleifera.

## Биологическое описание
Пальма достигает 20 м в высоту. Плоды — орехи, собранные в гроздья по 500 штук. По внешнему виду напоминают небольшие кокосовые орехи.

## Метод получения
Прессование из ядер орехов, которые содержат до 60-70 % масла.

## Характеристика масла
Светло-жёлтого цвета, практически без запаха.
Плавится при температуре 23-30°С. При более низкой твёрдое, при нанесении на кожу тает.

## Биохимия
По составу близко к кокосовому маслу, но богаче ненасыщенными жирными кислотами, иногда используется как замена кокосовому.
Насыщенные жирные кислоты:
- лауриновая (12:0) 40-55 %
- миристиновая (14:0) 14-20 %
- пальмитиновая (16:0) 7-11 %
- каприловая (8:0) 2-8 %
- каприновая (10:0) 4-8 %
- стеариновая (18:0) 2-6 %
- капроновая (6:0) до 0,2 %

Ненасыщенные жирные кислоты:
- олеиновая (18:1) 9-20 %
- линолевая (18:2) 2-8 %.

Неомыляемая фракция 0,2-0,8 %, в том числе:

токотриенолы 46 — 136 мг (более эффективные антиокислители, чем токоферолы), в том числе
- Альфа-токотриенол 25 — 46 мг / в кг
- Гамма-токотриенол 32 — 80 мг / в кг
- Дельта-токотриенол 9 — 10 мг / в кг

стеролы 500—800 мг / в кг, 

в том числе:

- Холестерины 1.2 — 1.7
- Брассикастерины 0 — 0.3
- Кампестерины 17.7 — 18.7
- Стигмастеролы 8.7 — 9.2
- Bйtasisterols 48.2 — 53.9[уточнить]
- Delta-5-avenasterol 16.9 — 20.4[уточнить]
- Delta-7-avenasterol 0.4 — 1.0[уточнить]

Плотность: 0.914 — 0.917

Йодное число 10-22

Коэффициенты омыления:

SAP Значение NaOH = 0,1750

SAP Значение KOH = 0,2450

## Пищевое использование
В рафинированном виде является заменителем пальмоядрового масла в пищевых продуктах.